# Yiğit Karademir
Yiğit Karademir (* 10. April 2004 in Nordhorn) ist ein deutsch-türkischer Fußballspieler.

## Werdegang
Der Innenverteidiger begann seine Karriere im Alter von drei Jahren beim VfL Weiße-Elf Nordhorn und wechselte im Jahre 2017 zum beim SV Meppen angesiedelten Jugendleistungszentrum Emsland. Zwei Jahre später wechselte Karademir in die Jugendabteilung des FC Schalke 04, bevor er sich im Jahre 2021 der U-19 des VfL Osnabrück anschloss. Im Sommer 2023 rückte Karademir in den Kader der ersten Mannschaft auf, wurde aber für die Saison 2023/24 an den SV Meppen in die Regionalliga Nord verliehen. Mit den Emsländern wurde er Vizemeister und gewann nach einem 2:0-Finalsieg über Blau-Weiß Lohne den Niedersachsenpokal. Zur Saison 2024/25 kehrte Karademir zum VfL Osnabrück zurück und gab sein Profidebüt in der 3. Liga am 24. August 2024 beim 4:2-Sieg über die SpVgg Unterhaching.

## Erfolge
- Niedersachsenpokalsieger: 2024